# Аркадия (академия)
«Аркадия», Академия аркади́йцев (арка́дцев или аркадия́н; итал. Accademia dell’Arcadia) — сообщество учёных, поэтов и любителей искусства, основанное в Риме в 1690 году с целью противодействия «испорченному» литературному вкусу XVII столетия.

## Предыстория
Научные общества, именуемые «академиями», в эпоху Возрождения получили на Апеннинском полуострове широкое распространение: к середине XVII века их насчитывалось около 200 и даже небольшие города имели свои академии. Основанию академии, получившей название «Аркадия», способствовала отрёкшаяся от шведского престола королева Христина, собравшая вокруг себя учёных-гуманитариев; первое заседание кружка, принявшего позже название академии, состоялось 24 января 1656 года. После смерти королевы Христины в 1689 году прежние члены академии образовали под председательством Джованни Крешимбени новое учёное общество, главным интересом которого была поэзия; учредителями «Аркадской академии»  стали 14 литераторов. Первое заседание академии прошло 5 октября 1690 года на территории, принадлежавшей церкви Сан-Пьетро-ин-Монторио.

## Деятельность «Аркадии»
Как писал Лудовико Антонио Муратори (1672—1750), один из идеологов Аркадии, новая академия стремилась стать лигой «почетнейших литераторов всех городов Италии, профессоров всех искусств и наук, — к благу католической религии, к славе Италии, к общественной и личной пользе». Иными словами, «Аркадия» стремилась духовно объединить Италию, в то время разделённую на ряд не связанных между собою государств, и объединить в борьбе с «испорченным вкусом» эпохи барокко. Художественные вкусы членов академии нашли своё выражение в её названии: «аркадийство» в итальянской культуре возникло задолго до создания академии и связано было не с местностью в центре Пелопоннеса, а с поэтическим значением Аркадии — воспетой Вергилием в «Буколиках» благословенной мифической страной, где люди жили простой патриархальной жизнью, в единении с природой, были свободны и счастливы. «Аркадийские», пасторально-идиллические мотивы присутствовали в творчестве и Дж. Боккаччо и Т. Тассо.
Для членов «Аркадии» пастораль была художественным и эстетическим идеалом; в то же время она позволяла аркадийцам совмещать интеллектуальные задачи с игрой, свойственной аристократическому обществу конца XVII века: вступая в академию, её члены брали себе вымышленные имена пастухов и пастушек, которыми пользовались не только во время своих собраний, но и в обычной жизни.
Творчество аркадийцев поначалу ограничивалось литературно-критическими трактатами и лирической поэзией; вместе с тем члены сообщества не могли пройти и мимо растущей популярности оперы, которая в их представлении олицетворяла дурной барочный вкус. В начале XVIII века «Аркадия», уже имевшая филиалы в ряде городов Италии, активно привлекала в свои ряды авторов оперных либретто; в списке членов академии, опубликованном Дж. Крешимбени в 1711 году в книге «Аркадия», уже присутствовало 23 либреттиста. В 1706 году в академию начали принимать и музыкантов; первыми аркадийцами стали Арканджело Корелли, Алессандро Скарлатти и Бернардо Пасквини. В сонете, посвященном их приёму в академию, выражалась надежда на то, что сотрудничество с «Аркадией» поможет композиторам избежать заблуждений. В эти годы академии покровительствовал известный меценат и покровитель художников, кардинал Пьетро Оттобони.

## Организация
Академия находилась под управлением кустода, или президента (custode), избиравшегося не более как на одну олимпиаду. Первым президентом был Крешимбени. В академию допускались только поэты, как мужчины, так и женщины, и любители поэзии, заседания её проводились на открытом воздухе, 7 собраний в год. Многие римские папы и европейские государи были её членами. Луи-Наполеон, будучи первым президентом французской республики, был избран в её члены в 1850 году. Академия имела свои оригинальные уставы и издавала «Giornale arcadico».
Впоследствии академия преследовала преимущественно научные цели, тогда как поэзия отошла на второй план. Учёные заседания проходили два раза в месяц в палаццо Альтемпс.
Наличие женщин в составе Аркадской академии являлось скорее исключением, ввиду господствовавших предрассудков о превосходстве мужского ума. Среди учёных-женщин в этой академии были переводчица Джузеппа Барбапиккола (псевдоним Mirista Acmena; 1702 — прим. 1740), филолог и лингвист Клотильда Тамброни (1758—1817). Членом академии также были художница Мария Феличе Тибальди (1707—1770) и французская поэтесса Сюзанна Вердье (1745—1813).

## Президенты академии
1. Крешимбени, Джованни (Alfesibeo Cario, 1663—1728)
2. Francesco Lorenzini (Filacida Eliaco и Filacida Luciniano, 1680—1743; президент с 1728 по 1743)
3. Michele Giuseppe Morei (Mireo Roseatico, 1695—1767; президент с 1743 по 1766)
4. Giuseppe Brogi (Acamante Pallanzio)
5. Gioacchino Pizzi (Nivildo Amarinzio; по 1790)
6. Luigi Godard (Cimante Micenio; с 1790 по 1824)
7. Loreto Antonio Santucci (Larindo Tesejo; с 1824 по 1828)
8. Gabriele Laureani (Filandro Gerometeo, 1788—1850; с 1829 по 1850)
9. Paolo Barola (Cratildo Lampeo, 1788—1863; до 1863)
10. Antonio Somai (Ortodico Calcidiense; до 1869)
11. Stefano Ciccolini (Agesandro Tresporide; до 1888)
12. Agostino Bartolini (Eristeno Nassio; 1839—1916)
13. Enrico Salvadori (Licando Clidonio; до 1924)
14. Nicola Festa (Maronte Larisseo; до 1940)
15. Luigi Pietrobono (Edelio Echeo; до 1953)
16. Pietro Paolo Trompeo (Diodoro Milesio; с 1953 по 1958)
17. Alfredo Schiaffini (с 1958)